# Vízirigófélék
A vízirigófélék (Cinclidae) a madarak osztályának verébalakúak (Passeriformes) rendjébe tartozó család. 1 nem és 5 faj tartozik a családba.
Gyors folyású patakokban, a folyásiránnyal szemben, a mederben futva szerzi be táplálékát.

## Rendszerezés
A családhoz az alábbi nem és fajok tartoznak:
- Cinclus  (Borkhausen, 1797) – 5 faj
  - hegyi vízirigó (Cinclus pallasii)
  - koronás vízirigó (Cinclus leucocephalus)
  - rozsdástorkú vízirigó (Cinclus schulzi)
  - szürke vízirigó (Cinclus mexicanus)
  - vízirigó (Cinclus cinclus)

|  |